# Cattedrali in Moldavia
Questo è un elenco delle cattedrali in Moldavia.

## Cattedrali cattoliche
| Cattedrale                          | Diocesi  | Città    | Dedicazione | Immagine |
| ----------------------------------- | -------- | -------- | ----------- | -------- |
| Cattedrale della Divina Provvidenza | Chișinău | Chișinău | Provvidenza |          |

## Cattedrali ortodosse

### Chiesa ortodossa moldava
| Cattedrale                                        | Arcidiocesi o Diocesi | Località | Dedicazione                             | Immagine |
| ------------------------------------------------- | --------------------- | -------- | --------------------------------------- | -------- |
| Cattedrale della Natività di Cristo               | Chișinău              | Chișinău | Gesù                                    |          |
| Cattedrale della Natività                         | Tiraspol e Dubăsari   | Dubăsari | Natività                                |          |
| Cattedrale di Tutti i Santi                       | Tiraspol e Dubăsari   | Dubăsari | Tutti i Santi                           |          |
| Cattedrale dei Santi Arcangeli Michele e Gabriele | Cahul e Comrat        | Cahul    | San Michele e San Gabriele              |          |
| Cattedrale di San Giovanni                        | Cahul e Comrat        | Comrat   | San Giovanni                            |          |
| Cattedrale di San Basilio                         | Edineț e Briceni      | Edineț   | San Basilio                             |          |
| Cattedrale di San Dorimedonte                     | Edineț e Briceni      | Edineț   | San Dorimedonte                         |          |
| Cattedrale Alexander Nevski                       | Ungheni e Nisporeni   | Ungheni  | Alexander Nevski                        |          |
| Cattedrale dei Santi Costantino ed Elena          | Bălți e Fălești       | Bălți    | San Costantino e Sant'Elena Imperatrice |          |
| Cattedrale di San Nicola                          | Bălți e Fălești       | Bălți    | San Nicola                              |          |
| Cattedrale della Dormizione di Maria              | Soroca                | Soroca   |                                         |          |

### Metropolia di Bessarabia
| Cattedrale                              | Diocesi  | Città    | Dedicazione               | Immagine |
| --------------------------------------- | -------- | -------- | ------------------------- | -------- |
| Cattedrale di Santa Teodora della Sihla | Chișinău | Chișinău | Santa Teodora della Sihla |          |